# Moropsyche incerta
Moropsyche incerta là một loài Trichoptera trong họ Apataniidae. Chúng phân bố ở miền Ấn Độ - Mã Lai.